# Fred Newhouse
Frederick Vaughn Newhouse, detto Fred (Honey Grove, 8 novembre 1948 – Houston, 20 gennaio 2025), è stato un velocista statunitense, specializzato nei 400 metri piani.

## Palmarès
Giochi olimpici
- 2 medaglie:
  - 1 oro (staffetta 4×400 metri a Montréal 1976)
  - 1 argento (400 metri a Montréal 1976).

Giochi panamericani
- 2 medaglie:
  - 1 oro (staffetta 4×400 metri a Cali 1971)
  - 1 argento (400 metri a Cali 1971).